# Knjižnica Toneta Seliškarja Trbovlje
Knjižnica Toneta Seliškarja Trbovlje je osrednja splošna knjižnica s sedežem na Ulici 1. junija 19 (Trbovlje).
Poimenovana je bila po Tonetu Seliškarju.